# Pedro Gonçalves da Silva
Pedro Henrique Gonçalves da Silva (Ipaussu, 12 de abril de 1993) es un deportista brasileño que compite en piragüismo en la modalidad de eslalon. Ganó cuatro medallas en los Juegos Panamericanos entre los años 2015 y 2023.

## Carrera
En los Juegos Panamericanos de 2015, en su primera participación en Pans, obtuvo la medalla de plata en la categoría K1. Ese mismo año, ganó el bronce en el Campeonato Mundial de Canotaje Slalom Juvenil y Sub-23 de 2015.
Gonçalves ganó una medalla de bronce en la prueba Extreme K1 en el Campeonato Mundial de Praga 2019. También ganó el título general de la Copa del Mundo en Extreme K1 en 2019.
Gonçalves compitió en dos Juegos Olímpicos. Terminó sexto en la prueba de K1 en los Juegos Olímpicos de Verano de 2016 en Río de Janeiro, el mejor resultado que haya tenido el país en este deporte. También compitió en los Juegos Olímpicos de Verano de 2020 en Tokio, donde terminó 19.º en el evento K1 después de ser eliminado en la semifinal.
En los Juegos Suramericanos de 2022 obtuvo dos medallas de oro, en K1 y Extremo.
En los Juegos Panamericanos de 2023 obtuvo medalla de plata en la prueba de K1.

## Palmarés internacional
| Juegos Panamericanos | Juegos Panamericanos | Juegos Panamericanos | Juegos Panamericanos |
| Año                  | Lugar                | Medalla              | Competición          |
| -------------------- | -------------------- | -------------------- | -------------------- |
| 2015                 | Toronto (Canadá)     | Medalla de plata     | K1 individual        |
| 2019                 | Lima (Perú)          | Medalla de oro       | K1 individual        |
| 2019                 | Lima (Perú)          | Medalla de oro       | K1 extremo           |
| 2023                 | Santiago (Chile)     | Medalla de plata     | K1 individual        |